# 파르케 데 라스 아베니다스역
파르케 데 라스 아베니다스 역(스페인어: Parque de las Avenidas)은 마드리드 지하철 7호선의 역이다. 마드리드 살라망카 구의 라긴달레라 지역에 있는 브뤼셀 대로 지하에 위치해 있다. 요금구역상으로는 A구역에 속한다.

## 역사
1975년 3월 17일 7호선의 두번째 구간 (푸에블로 누에보-아베니다 데 아메리카) 개통과 함께 문을 열었다. 2007년에는 역내 천장과 벽 리모델링을 거쳤다.

## 환승 정보
역 주변에 버스 정류장이 총 다섯 곳 있다.
버스
- 시내버스
  - 43, 53, 74, 122번 (주간)
  - N3번 (야간)

지하철
| 마드리드 지하철                            | 마드리드 지하철       | 마드리드 지하철   |
| ------------------------------------------ | --------------------- | ----------------- |
| 바리오 데 라 콘셉시온 오스피탈 델 에나레스 | 마드리드 지하철 7호선 | 카르타헤나 피티스 |